# Пикерингтон (Охајо)
Пикерингтон (енгл. Pickerington) град је у америчкој савезној држави Охајо.

## Демографија
По попису из 2010. године број становника је 18.291, што је 8.499 (86,8%) становника више него 2000. године.
| Група             | 2000.         | 2010.          |
| Белци             | 9.041 (92,3%) | 14.337 (78,4%) |
| Афроамериканци    | 364 (3,7%)    | 2.374 (13,0%)  |
| Азијати           | 135 (1,4%)    | 533 (2,9%)     |
| Хиспаноамериканци | 132 (1,3%)    | 461 (2,5%)     |
| Укупно            | 9.792         | 18.291         |